# Tver
Tver (russo: Тверь) é uma cidade na Rússia, centro administrativo do oblast de Tver. População: 408 903 (censo de 2002). Tver foi capital de um poderoso estado medieval e uma cidade provincial modelo da Rússia Imperial. Localiza-se nas coordenadas 56º 52' N 35º 55' E, na confluência dos rios Volga e Tvertsa. A cidade chamou-se Kalinin (Кали́нин) entre 1931 e 1990.

## História

### Origens medievais

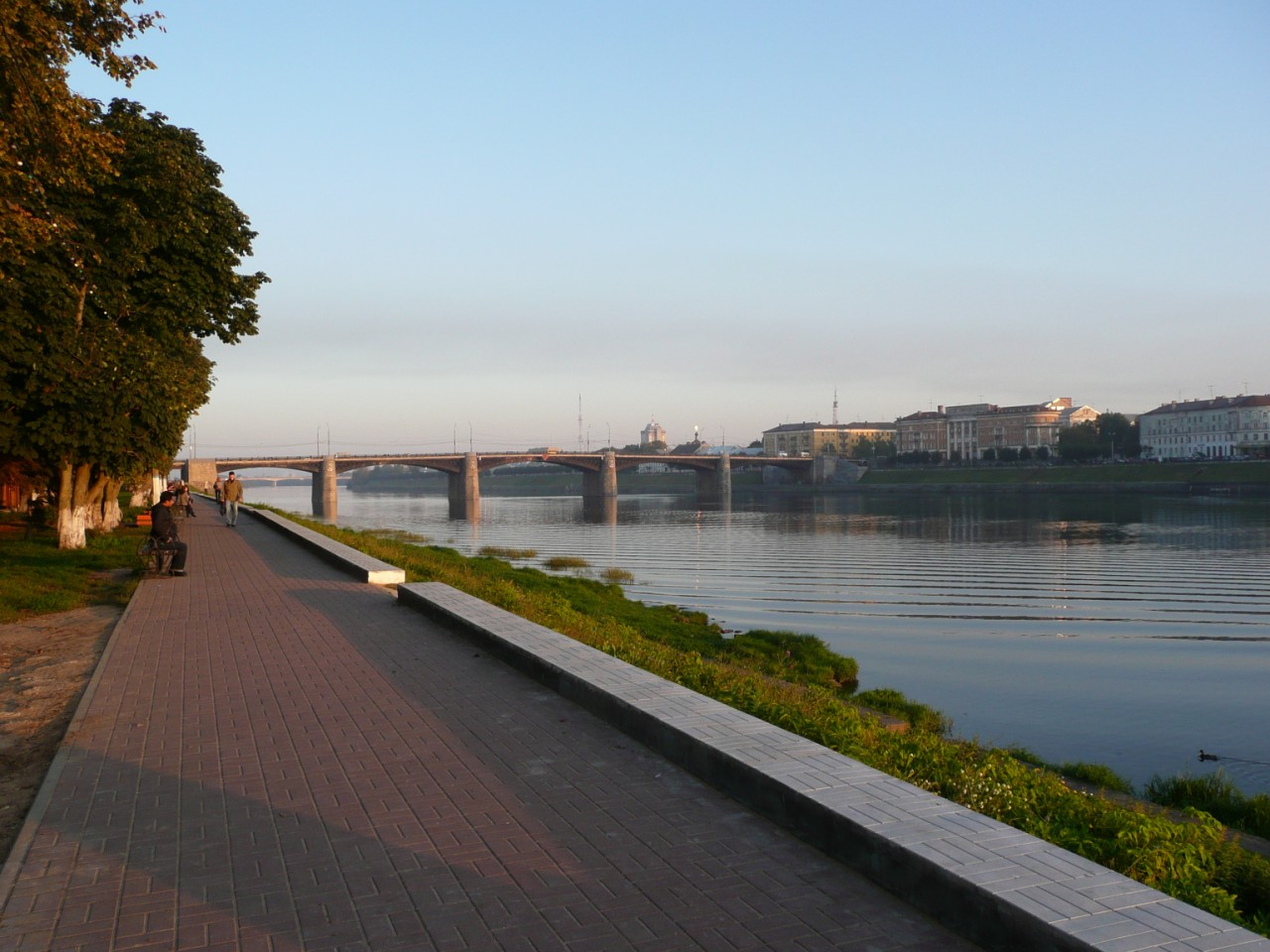
Volga em Tver

O primeiro registo escrito de Tver data de 1164. De início um assentamento menor dos comerciantes da República da Novogárdia, passou para a posse do Grão-príncipe de Vladimir em 1209. Em 1246, Alexandre Nevsky concedeu-a ao seu irmão mais novo Yaroslav Yaroslavich († 1271), de quem descende uma dinastia de príncipes locais. Quatro deles foram mortos durante as invasões da Horda Dourada e foram proclamados santos da Igreja Ortodoxa Russa.
O principado de Tver foi rapidamente transformado de uma região de florestas e pântanos em um dos estados mais prósperos e populosos da Rússia. Como a região era pouco acessível aos ataques tártaros, ocorreu um grande influxo de população do Sul, recentemente devastado. Pelo final do século XIII, estava pronta a disputar com Moscovo a supremacia da Rússia. Tver e Moscovo eram ambas cidades jovens, portanto o resultado da disputa ainda não era conhecido.

### Grão-principado
Mikhail Yaroslavich, grão-príncipe de Tver, que ascendeu ao trono de Vladimir em 1305, foi um dos mais amados líderes medievais Russos. A sua política de conflito aberto com a Horda Dourada levou ao seu assassinato em 1318. Sucedeu-lhe o seu filho Dmitry dos Olhos Terríveis que, concluindo uma aliança com a poderosa Lituânia, conseguiu aumentar ainda mais o prestígio de Tver.
Irritado com a influência de Dmitry, o príncipe Ivan Kalita de Moscovo arquitectou o seu assassinato pelos mongóis em 1326. Ouvindo notícia deste crime, a cidade revoltou-se contra a Horda, mas esta aliou-se aos Moscovitas e reprimiu brutalmente a rebelião. Muitos cidadãos foram mortos, escravizados ou deportados. Foi o golpe fatal nas pretensões de Tver para a supremacia da Rússia.
Na segunda metade do século XIV, Tver foi ainda mais enfraquecida por lutas de sucessão dinástica entre os seus príncipes. Dois ramos da casa senhorial, o ramo de Kashin e o ramo de Kholm, afirmaram as suas pretensões ao trono grão-ducal. Os pretendentes foram apoiados por Moscovo, e acabaram por se instalar na corte do Kremlin.
Durante a Grande Guerra Feudal da Moscóvia, Tver ascendeu uma vez mais à proeminência e firmou alianças defensivas com a Lituânia, Novogárdia, Império Bizantino e a Horda Dourada. O grão-principe Boris de Tver enviou um dos seus homens, Afanasiy Nikitin, em busca de ouro e diamantes até mesmo à Índia. Uma Viagem Além dos Três Mares, O diário de Nikitin que descreve a sua viagem entre 1466 e 1477, é provavelmente a primeira descrição da Índia na primeira pessoa feita por um europeu, e constitui o primeiro texto literário russo não religioso. A cidade inaugurou um monumento a Nikitin na margem do Volga em 1955.

### História recente

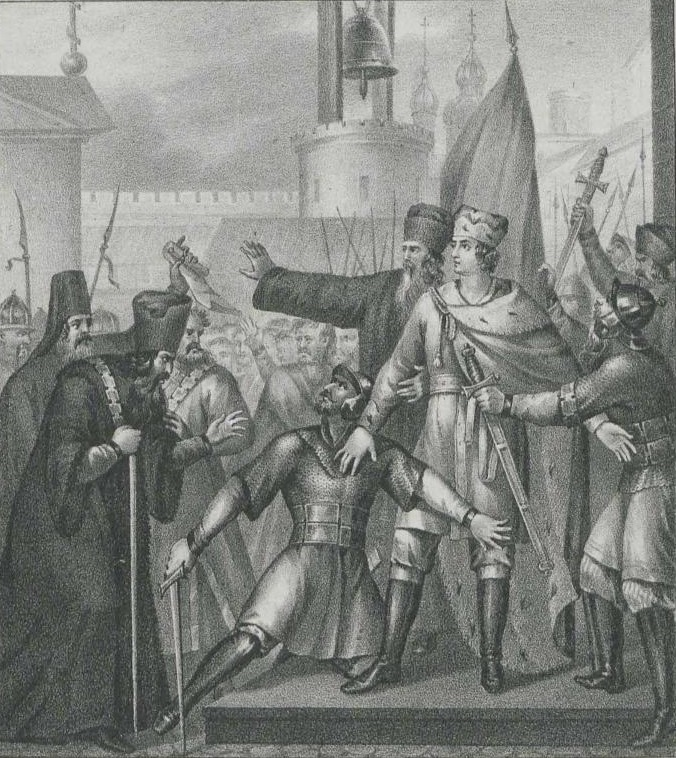
Alexandre de Tver em Pskov, por Boris Chorikov (1802 — 1866)

Finalmente, a 12 de Setembro de 1485, as forças de Ivan III, o Grande tomaram a cidade. O principado foi dado como apanágio ao neto de Ivan, apenas para ser abolido algumas décadas mais tarde. Os últimos descendentes da dinastia reinante foram executados por Ivan IV, o Terrível durante a Opríchnina. Durante esses tempos conturbados, Tver foi governada por Simeon Bekbulatovich, antigo cão de Kasimov. O único vestígio do seu reino efémero é uma graciosa igreja em forma de tenda na aldeia de Kushalino, 28 km a noroeste de Tver.
O declínio da cidade não foi no entanto irrevogável. Com a fundação de São Petersburgo, Tver ganhou importância como estação principal na via rodoviária (e posteriormente via férrea) entre Moscovo e São Petersburgo. Foi bastante visitada pela nobreza e pela família real russa que viajava entre a antiga e a nova capital.
Sob Catarina II a Grande, o centro da cidade foi completamente reconstruído. Edifícios medievais em ruínas foram substituídos por enormes estruturas neoclássicas. Os mais importantes são o Palácio de Viagem da Imperatriz (traçado pelo renomado Matvey Kazakov), e a Igreja da Ascensão (traçada pelo príncipe Lvov e consagrada em 1813).
Em 1931 a cidade mudou de nome para Kalinin, em homenagem ao destacado líder soviético Mikhail Kalinin. Um último vestígio da época pré-Petrina, a Catedral do Salvador, foi dinamitada em 1936. Em 1940 a NKVD executou mais de 6 200 prisioneiros de guerra e polícias polacos no campo de Ostashkov. A Wehrmacht ocupou Kalinin durante dois meses em 1941, reduzindo a cidade a cinzas. Um movimento de resistência de larga escala na cidade e em toda a região resultou na eliminação de mais de 30 mil soldados e oficiais Nazis durante a ocupação. Kalinin foi a primeira grande cidade da Europa a se libertar da Wehrmacht. A designação histórica de Tver foi restaurada em 1990.

## Tver na actualidade
Para além da Igreja Branca da Trindade (1564), não restam nenhum dos edifícios antigos em Tver. A baixa está adornada com edifícios, pontes e passeios marginais dos períodos catarinense e soviético. Entre a indústria de Tver destacam-se uma fábrica de carruagens ferroviárias, aberta em 1898 e uma fábrica de escavadoras.